# Liste der Monuments historiques in Linas
Die Liste der Monuments historiques in Linas führt die Monuments historiques in der französischen Stadt Linas auf.

## Liste der Bauwerke
| Bezeichnung     | Beschreibung                  | Standort | Kennzeichnung | Schutzstatus | Datum | Bild |
| --------------- | ----------------------------- | -------- | ------------- | ------------ | ----- | ---- |
| Kirche St-Merry | Erbaut ab dem 12. Jahrhundert | (Lage)   | PA00087938    | Classé       | 1928  |      |

## Liste der Objekte
- Monuments historiques (Objekte) in Linas der Base Palissy des französischen Kultusministeriums